# Cota de malla

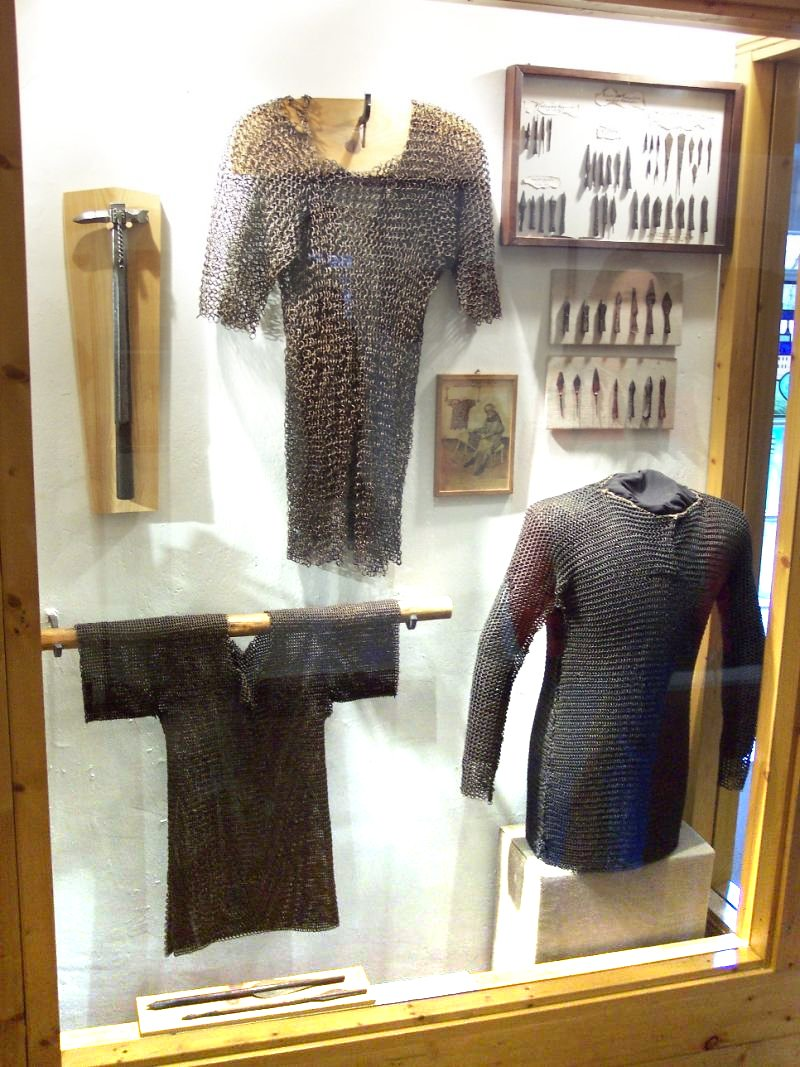
Tres ejemplos de cotas de malla

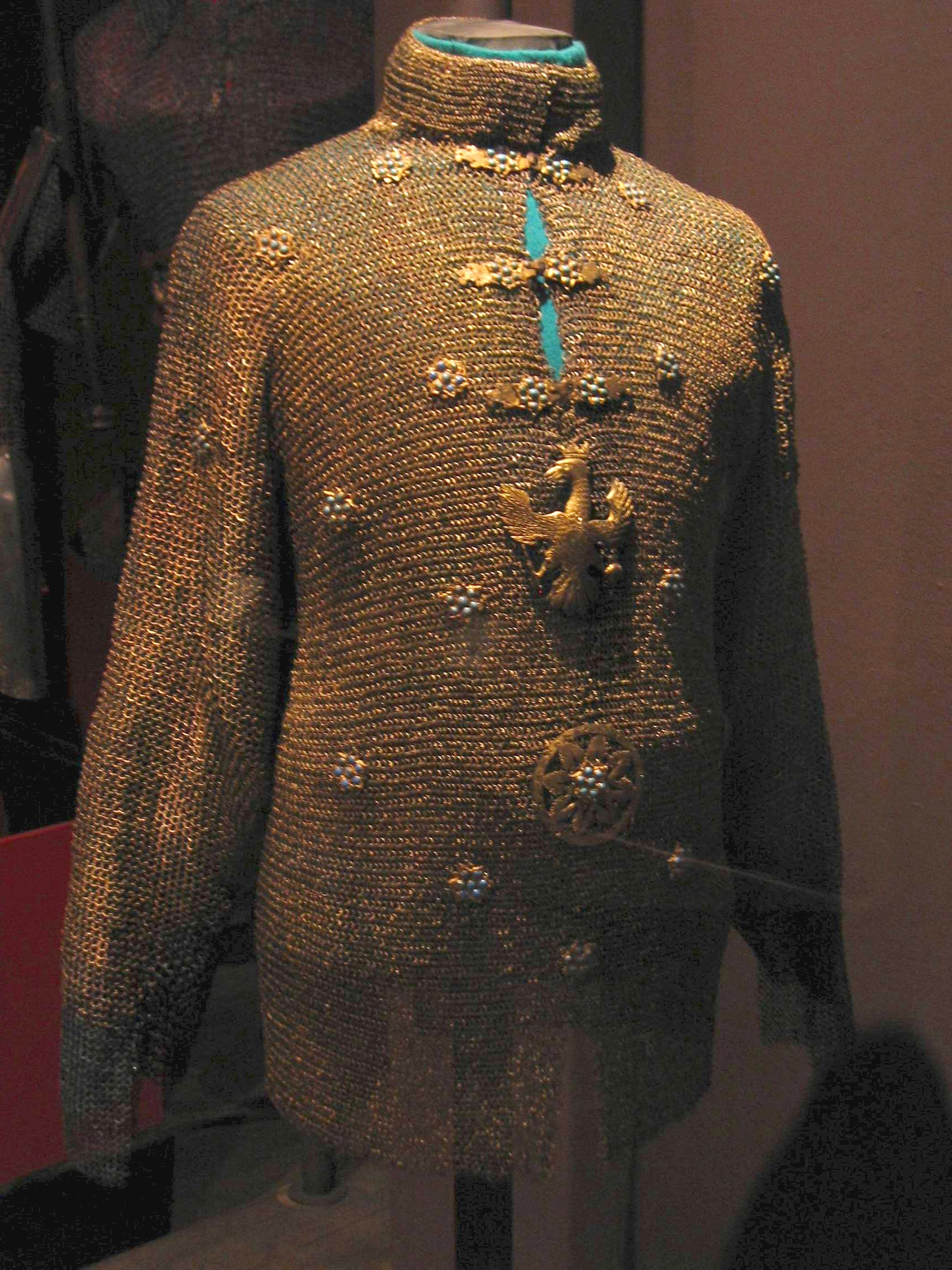
Cota de malla de desfile transilvana del rey Juan II Casimiro

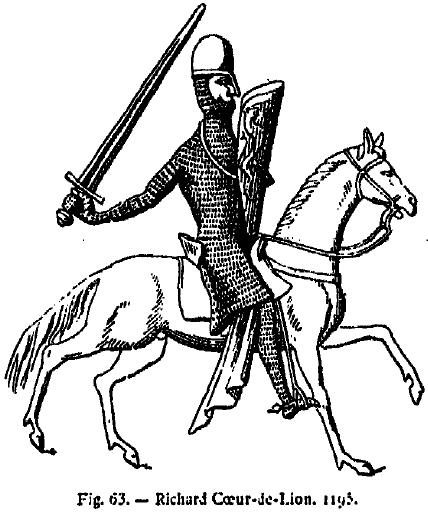
Sello de Ricardo Corazón de León ataviado con camisote (1195)

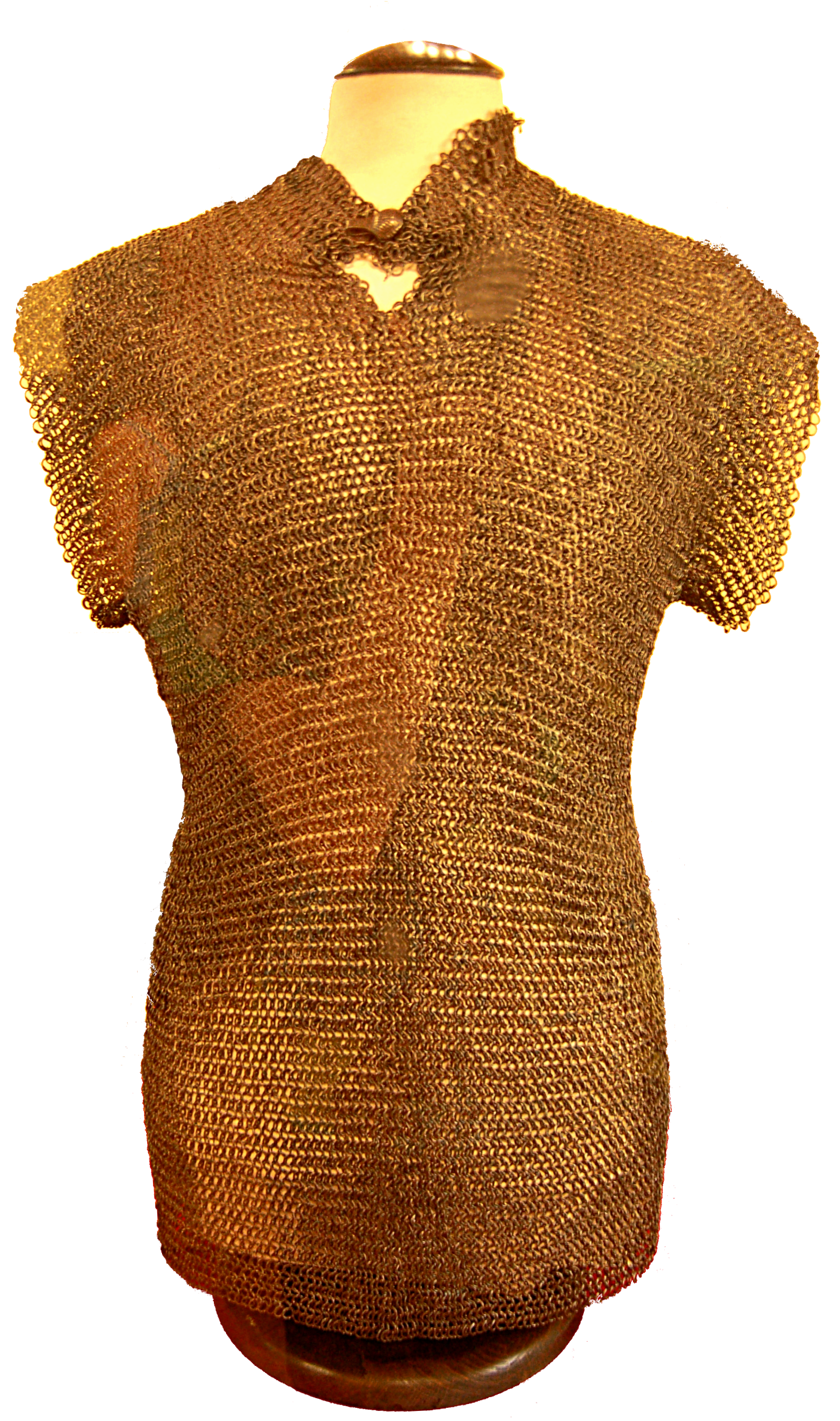
Cota de malla medieval; Musée du Moyen-Âge, París.

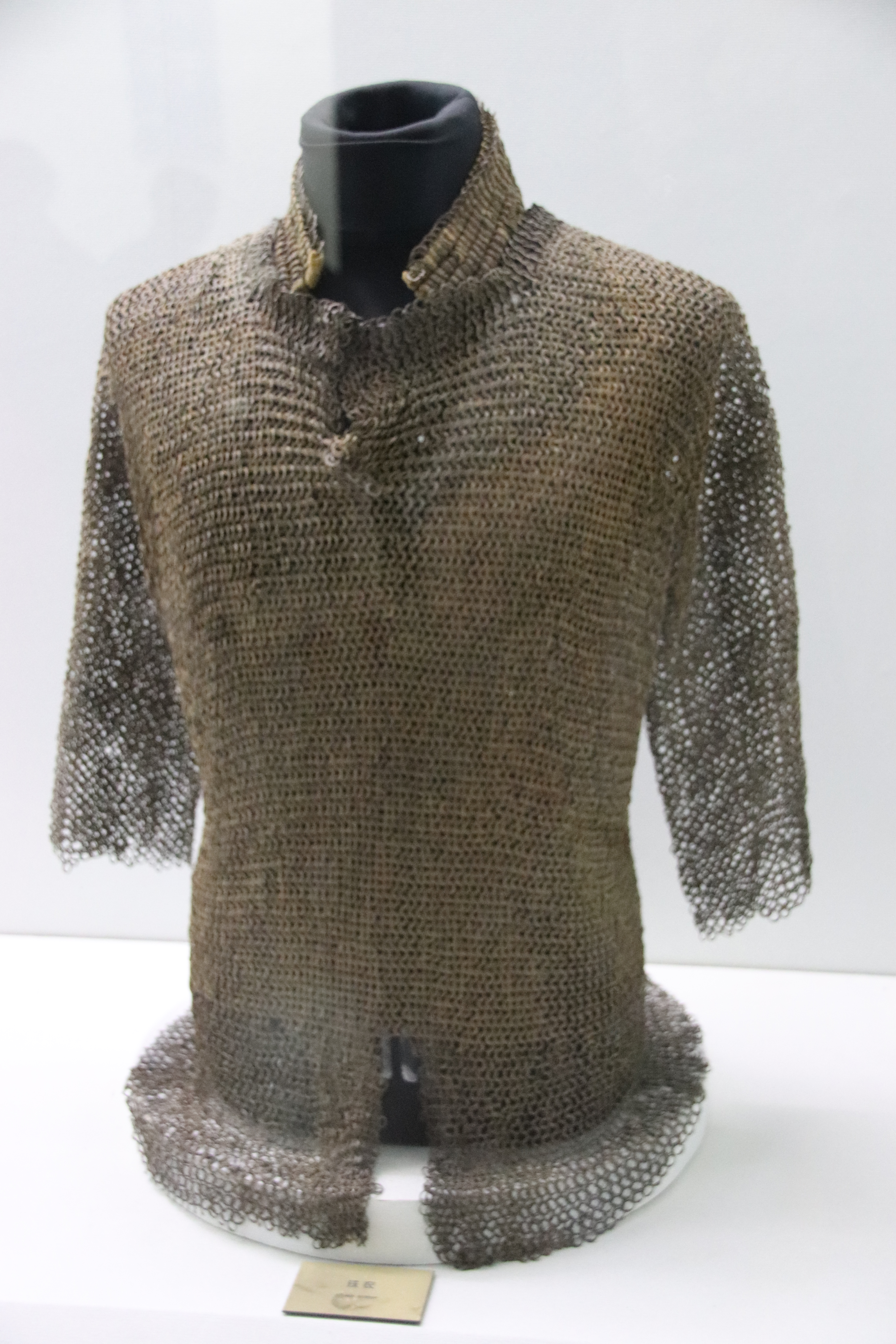
Museo del mausoleo real de Xixia, Yinchuan, Ningxia, China.

Una cota de malla u oncemil (en inglés: byrnie o haubergeon) es una armadura de malla que cubre el torso y, a veces, parte de los brazos y muslos.

## Descripción
Una camisa de manga corta de cota de malla suele pesar unos 8 kg. Estaba hecha de anillos de metal entrelazados. A veces, placas y otros elementos de distintos materiales estaban entrelazados en la malla, por ejemplo, en las armaduras de espejo. Era suficientemente ligera para ser usada en batalla y apenas dificultaba la movilidad del portador. Cuando no se llevaba puesta, podía guardarse enrollada y así transportarla de forma más cómoda.
La cota de malla protege muy bien de los cortes y algo peor de las armas punzantes, pero protege mal de las contusiones por su flexibilidad. Por eso, al vestir una prenda acolchada debajo (por ejemplo, un gambesón) se multiplica su efectividad.

## Camisote y jaco
El camisote, cota de malla larga o joruca (en inglés: hauberk) es una cota de malla que cubre las manos formando manoplas de malla y llega al menos hasta la mitad del muslo. En Europa, fue el tipo de protección predominante para los caballeros en los siglos XII y XIII, antes del auge de la armadura de placas. Los infantes no siempre podían costearse camisotes, así que algunos portaban almófares y los un poco más adinerados, cotas de malla.[cita requerida]
En el tapiz de Bayeux figuran ejemplos de este tipo de cota de malla.
La palabra hauberk se deriva o bien de la palabra protogermánica o fráncica halsaberg. Originalmente describía el manto de obispo, una pequeña pieza de malla que protegía (bergen, 'resguardar') el cuello (Hals). 
Una cota de malla de manga corta que llega hasta la cintura se denomina jaco.

## Lorica hamata
La cota de malla (lorica hamata en latín) fue la armadura típica en el Imperio romano antes de la introducción de la lorica segmentata (armadura segmentada) y continuó en uso entre los auxiliares y legionarios durante todo el periodo imperial. No se conoce la proporción de uso entre hamata y segmentata entre los legionarios durante el siglo I, pero es posible que la primera fuera más popular por su menor coste. La cota de malla la portaban también los vexillarii y signiferii (portadores de banderas y enseñas), los músicos, los centuriones y las tropas auxiliares. A finales del siglo I, las tropas auxiliares dejaron de utilizarla, aunque en los relieves del Tropaeum Traiani aún se les representa con ella.
Normalmente la cota romana no tenía mangas o eran muy cortas, 12 o 13 cm a lo sumo, y llegaba hasta la mitad del muslo. Las cotas de malla acabadas en zig-zag que se pueden ver en la Columna de Trajano, podrían ser invención del artista, dado que no se ha encontrado ningún ejemplar con ese aspecto.
Los hombros estaban protegidos además por una pieza de malla en forma de «U» unida a la cota por detrás con una fila de anillos. Los brazos de la «U» caían hacia delante alrededor del cuello y se unían encima del esternón mediante botones remachados a un componente metálico con ganchos en sus extremos. Este enganche solía ser de bronce fundido, aunque también podía confeccionarse con una plancha de latón o hierro. El borde de esta protección para los hombros solía estar cosido con una tira de piel o tela doblada. Para la caballería auxiliar y algunos oficiales, tenía una forma circular, pareciendo más una capa corta unida por delante con un pasador. Esta variación podría tener origen céltico[cita requerida].
Para conseguir la máxima protección era aconsejable vestir además un subarmalis acolchado debajo de la cota de malla. 

## Historia
La cota de malla fue empleada por muchas culturas europeas, africanas y asiáticas, aunque su uso fue menos común en China,[cita requerida] donde la armadura laminar fue mucho más común.
El autor romano Varrón atribuye la invención de la cota de malla a los celtas. Esto lo corroboran los fragmentos de malla encontrados en Ciumeşti (Rumania), datados alrededor del año 300 a. C.; y en Tiefenau (Berna, Suiza), datados a principios del siglo II a. C. Existe, no obstante, un artefacto etrusco que data al menos del siglo IV a. C.: este objeto consiste en una serie de cadenas de anillos conectadas entre sí que cuelgan de una placa metálica; podría haber tenido una función defensiva, o ser una especie de pteruges. 
Los ejércitos romanos crearon su versión de la cota de malla, la lorica hamata, y extendieron la armadura de malla por todo el Mediterráneo con sus conquistas. 
La cota de malla fue usada durante toda la Edad Media, pero fue decayendo en Europa a partir del siglo XIV, hasta su práctica desaparición en el siglo XVI.

## Uso actual
Hoy en día, existen chalecos de malla para proteger contra puñaladas y trajes de malla para bucear cerca de tiburones.
También son usadas por algunas fuerzas policiales en Europa, ya que es más fácil que un criminal se arme con un arma blanca que con un arma de fuego moderna.[cita requerida]
Algunos participantes en recreaciones históricas o eventos de rol en vivo elaboran sus propias cotas de malla de manera artesanal. Esto conlleva una gran cantidad de horas de trabajo, lo que se refleja en su precio. Los artesanos experimentados logran hacer una en dos o tres semanas, mientras que los principiantes tardan meses.[cita requerida]